# Hantverksbostället

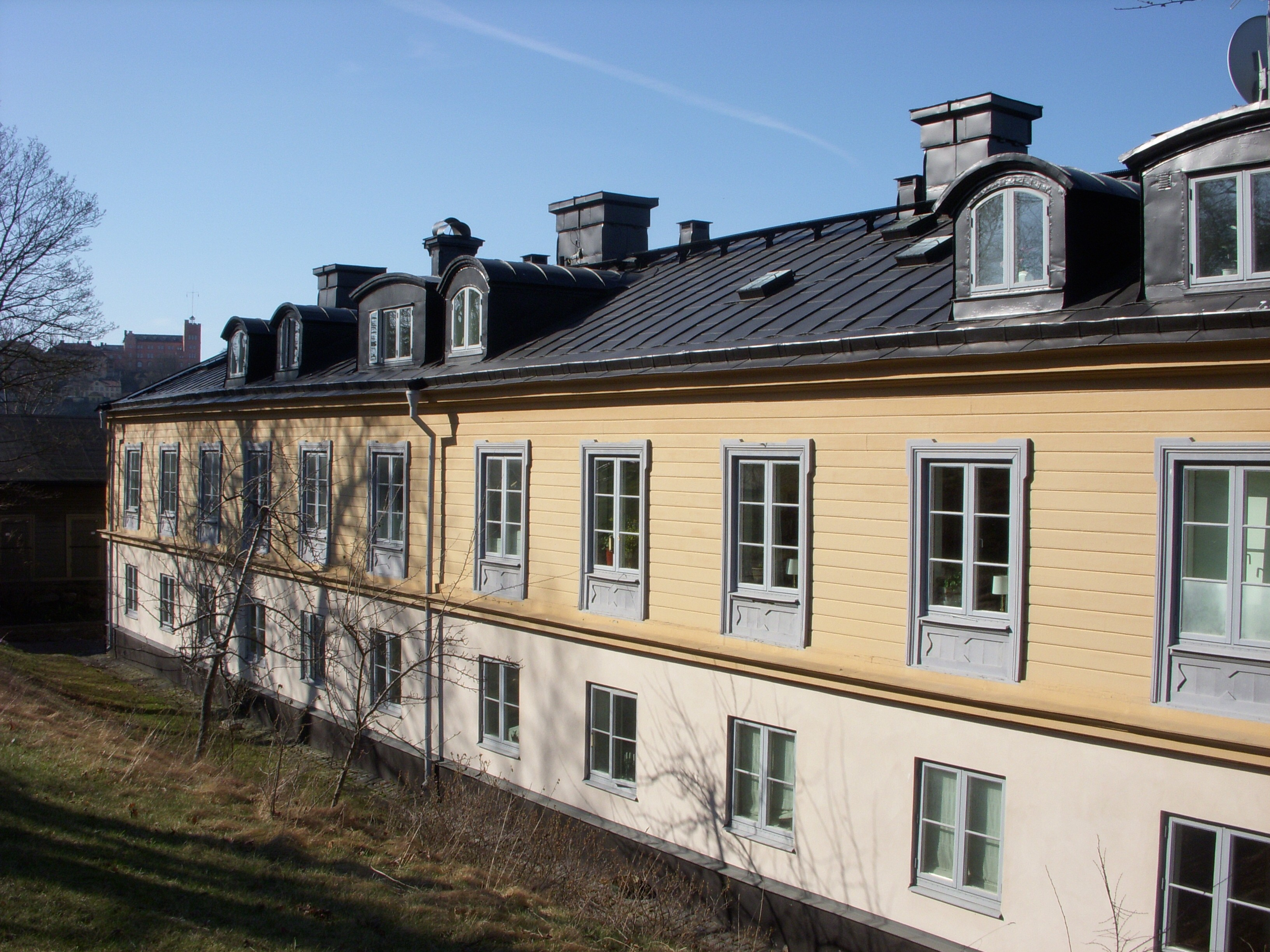
Hantverksboställets fasad mot öst.

Hantverksbostället är en byggnad på Kastellholmen i Stockholm, som står vid öns västra sida.
Byggnaden byggdes 1736 som sjukhus för flottstationen. Från början uppfördes huset i ett våningsplan som innehöll då två sjuksalar med 50 sängplatser, mönstringsrum, bostad för inspektorn och en badinrättning för personalen på örlogsstationen. 1789 byggdes huset på med en våning för att ta hand om veneriskt sjuka personer inom flottan. 
På 1800-talet kompletterades anläggningen med ytterligare en byggnad, det så kallade "Sommarsjukhuset", som nyttjades även civilt, när koleran drabbade Stockholm 1834. Därefter avvecklades sjukhusfunktionen och byggnaderna nyttjades som kasern för skeppsgossekåren. År 1878 byggdes huset om efter flottans Victor Ringheims ritningar till en länga med 67 arbetarbostäder, därav namnet Hantverksbostället. 1999 skedde sista ombyggnaden, denna gång inrättades 13 hyreslägenheter, som förvaltas av Statens fastighetsverk.